# Käfigmutter

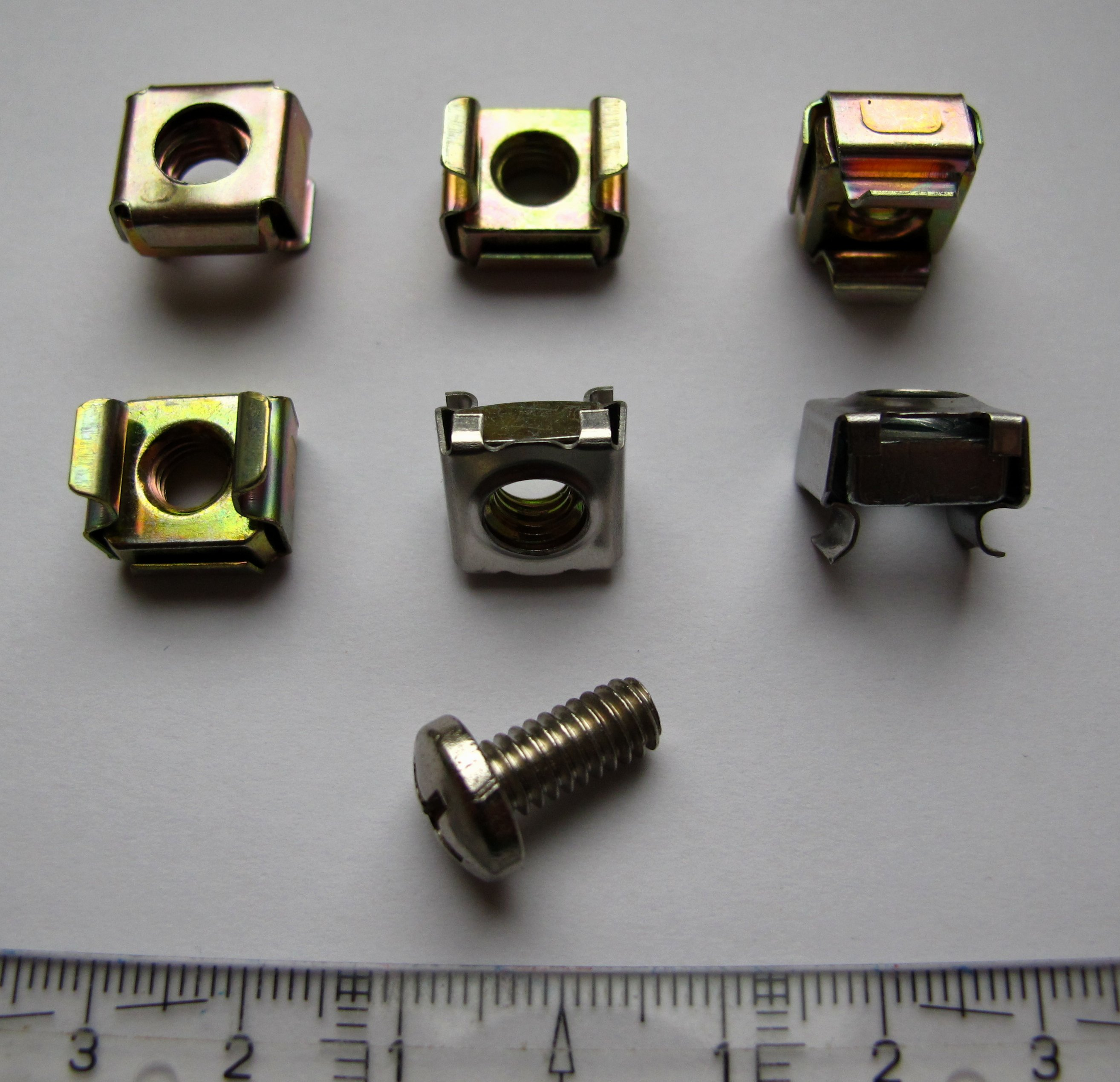
Käfigmuttern und dazu passende Schraube

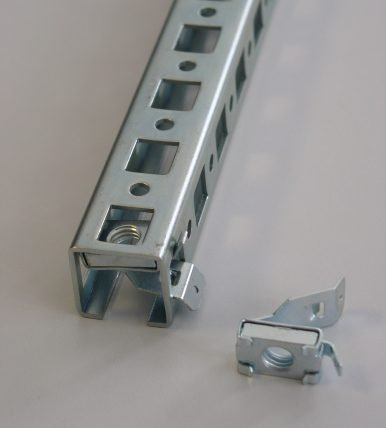
Käfigmutter für (Rack-)Schiene

Als Käfigmutter (oder auch Kastenmutter) bezeichnet man eine meist quadratische Mutter, die in einem ebenfalls quadratischen Käfig aus Blech gefasst ist. Mittels des Käfigs kann die Mutter an einem Blech festgelegt werden, so dass auch an dünnen Blechen, in die kein Gewinde geschnitten werden kann, ein Muttergewinde bereitgestellt werden kann. Käfigmuttern sind als eine spezielle Bauform von Vierkantmuttern, wie sie in Schaltschränken verwendet werden, in der DIN 557 genormt.
Der Käfig ist mit Nasen versehen, die in ein in der Regel ebenfalls quadratisches Loch im Blech einschnappen können. Das Loch ist etwas kleiner als der Käfig, so dass noch eine Auflage zwischen Blech und Mutter zur Aufnahme der axialen Gewindekraft vorhanden ist. Die Kraftrichtung ist so zu wählen, dass die Mutter gegen das Blech gedrückt wird. Der Formschluss zwischen Mutter und Blech über die schnappenden Nasen ist geeignet, das Drehmoment beim Anziehen und Lösen der Schraube aufzunehmen.
Käfigmuttern werden vor allem bei der Befestigung von Geräten in 19-Zoll-Racks verwendet, beispielsweise für Komponenten von Servern, Netzwerkverteilern oder Laborgeräten. Die Frontplatte des Gerätes wird mit Schrauben an den Käfigmuttern des Rack-Rahmens befestigt. Die übliche Größe ist M6, seltener M5.
Eine ältere Verwendung für Käfigmuttern gab es im Automobilbau, da es auch hier besonders viele Montagestellen an dünnen Blechen gibt, in die man kein Gewinde schneiden kann. Oft ist am Ende die Rückseite der Bleche nicht mehr zugänglich, so dass die Mutter vorher zu platzieren ist. Durch vermehrten Einsatz der Schweißtechnik wurde die Anwendung in diesem Bereich zurückgedrängt.